# Mycetophila analis
Mycetophila analis är en tvåvingeart som först beskrevs av Daniel William Coquillett 1901.  Mycetophila analis ingår i släktet Mycetophila och familjen svampmyggor.
Artens utbredningsområde är Wisconsin. Inga underarter finns listade i Catalogue of Life.